# Головин, Николай Николаевич (генерал)
Никола́й Никола́евич Голови́н (21 ноября (4 декабря) 1875 года, Москва — 10 января 1944, Париж) — русский военачальник, генерал-лейтенант, профессор Николаевской академии Генерального штаба, военный учёный, историк и исследователь военного дела.

## Биография
Из старинного дворянского рода. Сын генерала от инфантерии Н. М. Головина — участника обороны Севастополя в Крымскую войну.

### Служба в армии
В 1885 году Головин поступил в Пажеский корпус, который окончил в 1894 году. Военную службу Головин начал в гвардейской конно-артиллерийской бригаде. В 1900 году окончил Николаевскую академию Генерального штаба. Служил в различных, преимущественно гвардейских, штабах. С 17 октября 1905 — старший адъютант штаба войск гвардии и Петербургского военного округа. В 1905—1910 годах — заведующий передвижением войск по железнодорожным и водным путям Петербургско-Рижского района.
Военный историк, в 1905—1907 секретарь Общества ревнителей военных знаний. Неоднократно командировался во Францию для изучения службы Генштаба, по возвращении вёл курс «Служба Генштаба» в военной академии. С 6 февраля 1908 года экстраординарный, с 18 апреля 1909 года ординарный профессор Николаевской военной академии.
С 7 января 1914 года — командир 20-го драгунского Финляндского полка.

### Первая мировая война
25 июля 1914 года назначен командиром лейб-гвардии Гродненского гусарского полка, с которым и выступил на фронт. Во главе полка участвовал в Галицийской битве и Варшавско-Ивангородской операции. За отличное командование полком был произведён в генерал-майоры. Был пожалован Георгиевским оружием
За то, что удержал, командуя лейб-гвардии Гродненским гусарским полком, позиции 19, 20 и 21 сент. 1914 года и отбил неприятельские атаки в превосходных силах.
С 3 ноября 1914 и далее — генерал-квартирмейстер штаба 9-й армии. С 24 октября 1915 — начальник штаба 7-й армии. 9 декабря 1916 за составление плана действий армии в мае 1916 на Стрые награждён орденом Святого Георгия 4-й степени.
После Февральской революции 17 апреля 1917 Головину было поручено исправлять должность начальника штаба помощника главнокомандующего армиями Румынского фронта. 15 октября 1917 года был переведен в распоряжение министра-председателя и Верховного главнокомандующего А. Ф. Керенского.
В Гражданскую войну уехал в Одессу. В армии гетмана Скоропадского. Поражение Центральных держав в ноябре 1918 года и открытие Чёрного моря позволило ему в декабре 1918 года выехать из Одессы во Францию.
26 августа 1919 года Головин прибыл из Франции в Русскую армию А. В. Колчака. Ожидалось, что Головин станет начальником штаба колчаковской армии или военным министром. Однако, прибыв в Омск, он после ряда совещаний оценил ситуацию как безнадёжную и уехал обратно во Владивосток и Европу.

### В эмиграции
В эмиграции Головин опубликовал большое количество работ по военной теории и истории, преподавал, выступал с лекциями.
Имея целью сохранить научные традиции Русской императорской армии и воспитать новые кадры профессиональных военных, в 1922 году Головин организовал во Франции «курсы высшего военного самообразования» для русских эмигрантов, которые в общей сложности к 1925 году посетило около 550 человек и отделения которых действовали уже в ряде стран. Основываясь на начитанном на этих курсах учебном материале, 22 марта 1927 года он основал и возглавил Зарубежные высшие военно-научные курсы в Париже, которые являлись своего рода преемниками Императорской академии Генерального штаба. В последующие годы отделения курсов были открыты в ряде других центров белой эмиграции. Курсы эти формально прекратили существование только после начала Второй мировой войны.
Головин преподавал историю Первой мировой войны во французской Военной академии, был профессором Русского историко-филологического факультета при Парижском университете, член Русской академической группы. С 1926 по 1940 — официальный представитель Гуверовской военной библиотеки в Париже, посещал в 1930—1931 Военный колледж в Вашингтоне и Стэнфордский университет Калифорнии, где читал цикл лекций по истории Первой мировой войны.
С оккупацией Франции Германией занял пост в коллаборационистском Комитете взаимопомощи русских эмигрантов, преобразованном в апреле 1942 года в Управление делами русских эмигрантов во Франции. В это время Головин занимался отправкой русских добровольцев на работы в Германию и пополнением армии Власова офицерами, а также в 1942—1943 писал пропагандистские статьи о победе III Рейха. Поражения Германии, смерть в августе 1943 жены, нахождение единственного сына Михаила, авиационного инженера и одного из ведущих сотрудников военно-технической разведки ВВС Англии, во враждебном ему лагере подорвали его силы. Умер от сердечного приступа и похоронен на кладбище Сент-Женевьев-де-Буа. Его личный архив в 1947 году был передан на хранение в библиотеку Гуверовского института.

## Изучение Первой мировой войны
Головин провел тщательное исследование подготовки и участия Русской армии в Первой мировой войне. Особенно выделяется исчисление потерь Русской армии в I Мировой войне. Сравнивая современные данные советской статистики и некоторых авторов, Головин вывел и обосновал несколько отличающиеся данные. Общие потери Русской армии в I Мировую войну, по мнению Головина, составили 7 млн 917 тыс. человек: 1 млн 300 тыс. чел. убитыми, 4 млн 200 тыс. ранеными (из которых 350 тыс. умерли), 2 млн 517 тыс. пленных.

## Награды
- Орден Святого Станислава 3-й степени (1904)
- Орден Святой Анны 3-й степени (1906)
- Орден Святого Станислава 2-й степени (1912)
- Орден Святой Анны 2-й степени (1915)
- Орден Святого Станислава 1-й степени (1915)
- Георгиевское оружие (ВП 09.03.1915)
- Орден Святой Анны 1-й степени (1916)
- Орден Святого Георгия 4-й степени (ВП 09.12.1916)

## Сочинения
- 1812 год. Отечественная война и её герои. — 1896.
- Собиратель монет. Руководство по нумизматике русской и иностранной для любителей и коллекционеров. СПб: Т-во М. О. Вольф. — 1904.
- Исследование боя. Исследование деятельности и свойств человека как бойца. Диссертация. — СПб., 1907.
- Французская высшая военная школа. — 1910. — 234 с.
- Высшая военная школа. — СПб., 1912. — 126 с.
- Введение в курс тактики. — СПб., 1912. — 38 с.
- Служба Генерального штаба. Оперативная служба. — 1912. — 171 с.
- Естественный отбор и социальный подбор в общественной жизни. — 1913.
- История военного искусства как наука. — 1913.
- Служба Генерального штаба. Разведывательная служба. — Киев, 1918. (Тираж возможно утерян).
- Из истории кампании 1914 г. на Русском фронте: в 4-х томах. — Прага—Париж, 1925—1940.
  - Начало войны и операции в Восточной Пруссии. — Прага: Пламя. 1926. — Т. 1.
    - Английский перевод: The Russian campaign of 1914: the beginning of the war and operations in East Prussia. — The Command and General Staff School Press, 1933.

  - Галицийская Битва (первый период — до 1 сентября нов. ст.). — Париж: Родник, 1930.
  - План Войны. — Париж, 1936.
  - Дни перелома Галицийской битвы. — Париж, 1940.
- Авиация в минувшую войну и будущую. — Белград, 1922.
- Современная конница. — Белград, 1924—1929.
- Танки в минувшую войну и в будущую. — Прага, 1925. 122 с.
- Тихоокеанская проблема в XX столетии. — Прага, 1924, совместно с А. Д. Бубновым;
  - Головин Н., Бубнов А. Тихоокеанская проблема в XX столетии. // Алексей Вандам, Николай Головин, Александр Бубнов. Неуслышанные пророки грядущих войн = The Problem of the Pacific in the Twentieth Century (1922). — М.: АСТ, Астрель, 2004. — 368 с. — (Великие противостояния). — 5100 экз. — ISBN 5-17-025223-4.
- «Суворов и его „Наука побеждать“» —Париж: Возрождение, 1931.
- «Современная стратегическо-политическая обстановка в Китае». —Париж, 1932.
- «Современная стратегическая обстановка на Дальнем Востоке». —  Белград, 1934.
  - Головин, Н. Современная стратегическая обстановка на Дальнем Востоке. // Алексей Вандам, Николай Головин, Александр Бубнов. Неуслышанные пророки грядущих войн. — М.: АСТ, Астрель, 2004. — 368 с. — (Великие противостояния). — 5100 экз. — ISBN 5-17-025223-4.
- К чему идёт Великобритания? (Стратегическое исследование). — Рига, 1935.
- Итало-абиссинская война. — Париж, 1935.
- Air Strategy. — London, 1936 (совместно с сыном Михаилом).
- Российская контр-революция в 1917—1918 гг. — Таллин, 1937 (?) и Париж, 1937.
- Views on Air Defence. — London, 1938 (совместно с сыном Михаилом).
- The Russian Army in the World War. — 1931.
- О социальном изучении войны. — Белград,1937.
- Наука о войне. О социологическом изучении войны. — Париж, 1938.
- Военные усилия России в мировой войне, в 2-х томах. Париж, 1939.
- Мысли об устройстве будущей Российской Вооружённой силы. Общия основания. — Белград: издание Русского военно-научного института, 1939.

## Комментарии
1. ↑  Некоторые источники, в частности Большая российская энциклопедия, указывают в качестве дня рождения 22 февраля (6 марта)[1][2]